# Bertram Tabbernee
Bertram Tabbernee (Rotterdam, 25 januari 1953) is een voormalig profvoetballer van Excelsior en FC Vlaardingen.
Tabbernee debuteerde in het seizoen 1972-1973 namens het Rotterdamse Excelsior in het betaalde voetbal. Zowel in 1974 als in 1979 werd hij kampioen van de eerste divisie met de Kralingers. Tabbernee kwam meestal in actie als vleugelverdiger. In 1981 sloot hij zijn betaald voetballoopbaan af bij FC Vlaardingen.